# 睨夜蛾属
睨夜蛾属（学名：Smilepholcia）为夜蛾科的一个属。

## 下属物种
本属包括以下物种：
- 睨夜蛾 Smilepholcia luteifascia Hampson, 1894